# Santa Eulàlia de Bonner
Santa Eulàlia de Bonner és un edifici del municipi de Gósol (Berguedà) inclosa en l'Inventari del Patrimoni Arquitectònic de Catalunya.

## Descripció
Es tracta d'una església romànica d'una sola nau coberta inicialment amb volta de canó i rematada per un absis semicircular a llevant. Tant l'absis com l'església foren sobrealçats a finals del segle xvii o començaments del segle xviii alhora que s'enguixà l'interior de la nau. La porta és al mur de migjorn i és d'arc de mig punt adovellat. El parament és a base de carreus de pedra de mida mitjana, disposats en fileres i units amb morter. La coberta, en origen de teula àrab, està actualment esfondrada.

## Història
En un document de 1029 en què el comte Ermengol II d'Urgell confirma la possessió de l'església de Tuixèn a favor de Sta. Maria de la seu s'esmenta l'església de sta. Eulàlia com un dels límits. Al segle xiii formava part del terme casteller de Fraumir i al s. XIV era ja sufragània de la parroquial de Gósol. AL s. XIV (1309) és documentat el castell de Bonner com una de les possessions que Sibil·la de Berga, comtessa de Pallars, el vengué al rei Jaume II.
En els últims anys l'esquerda de la coberta s'ha obert, provocant l'esfondrament de la coberta moderna, així com part del mur de migdia i tramuntana de la nau. Es troba en un estat força dolent.